# Akrell
Akrell är en svensk adelsätt, adlad 21 maj 1819. Före adlandet hette släkten Akrel.
Ätten ansågs fram till 1900-talet ha gemensamt ursprung med ätten af Acrel och härstamma från Åker i Roslagen,  men tros idag ha ett eget ursprung från Åker i Sörmland.
Enligt Statistiska centralbyrån vad den 31 december 2018 4 personer med efternamnet Akrell bosatta i Sverige. Ingen hade stavningen Akrel.

## Personer med efternamnet Akrell eller Akrel
- Carl Fredrik Akrell  (1779–1868),  officer, kartograf och grafiker
- Fredrik Akrel (1748–1804), gravör och kopparstickare